# Alsó-Porvai alagút
Az Alsó-Porvai alagút Magyarország egyik vasúti alagútja a 11-es számú Győr-Veszprém vasútvonalon.

## Elhelyezkedése
Az alagút Porva-Csesznek és Vinye megállóhelyek között található, Bakonyszentlászló közigazgatási területének délkeleti szélén.

## Története
Az alagutat 1895-ben kezdték el építeni, és 1896-ban fejezték be. Az 1980-as években az alagutat felújították.
Napjainkban jó állapotú, a vonatok 40 km/h-s sebességgel haladhatnak át rajta.

## Megközelítés
Az alagutat a Bakonyszentlászló Vinye nevű különálló településrésze felől induló erdei gyalogúton lehet megközelíteni.